# 灯台守 (唱歌)
『灯台守』（とうだいもり）は、日本の文部省が発行した教科書に戦後掲載された歌曲。作詞は勝承夫、作曲者は不詳（外国曲）。拍子は6/8拍子である。
戦前は、同じメロディに異なる曲名と歌詞がついた唱歌（「旅泊」「助船」）として歌われた。
本項では、「灯台守」とメロディが同じ他の曲についても述べる。

## 原曲
原曲は一般には「イギリス曲」と伝えられ、「イギリス民謡」とされることもあるが、典拠は不明である。
一橋大学教授（後に名誉教授）の櫻井雅人は、同じメロディの曲が、1881年にニューヨークで出版された『フランクリン・スクウェア・ソング・コレクション第1集』(Franklin Square Song Collection, No.1)に「The Golden Rule」として収録されていることを突き止めた。後にこの曲は、アメリカ合衆国の日曜学校唱歌であったことが判明した。作者はI. J. Zimmerman（経歴不明）。

## 類似曲

### 「天なる神には（It came upon the midnight clear）」
日本の賛美歌の研究者である手代木俊一は、「The Golden Rule」は、より古い時代に作られたアメリカ合衆国の賛美歌「天なる神には（It came upon the midnight clear）」（詩の初出：1849年、曲の初出：1850年）とほぼ同曲であると指摘した。しかし、櫻井によると全く違う曲であるという。
作詞はアメリカ・マサチューセッツ州の牧師Edmund Hamilton Sears、作曲はRichard Storrs Willis。
メロディ例 

### 「人生の海の嵐に（The Haven of Rest）」
別の類似曲として、アメリカ合衆国の賛美歌「人生の海の嵐に（The Haven of Rest）」を挙げる研究者もいる。作詞はHenry Lake Gilmour、作曲はGeorge D. Moore、初出は1890年。
メロディ例 

## 各国における浸透

### アメリカ合衆国・イギリス
櫻井によると、21世紀初頭現在、原曲とされる「The Golden Rule」は、アメリカ合衆国やイギリスでは全く知られていないという。

### 日本
1889年（明治22年）に出版された大和田建樹・奥好義編『明治唱歌第三集』（中央堂）に、大和田建樹の作詞による「旅泊」として掲載された。
続いて1906年（明治39年）に出版された大橋銅造・納所弁次郎・田村虎蔵共編『高等小学唱歌（一ノ下）』（国定教科書共同販売所発行）に、佐佐木信綱の作詞による「助船」として掲載された。
そして1947年（昭和22年）、文部省発行の教科書『五年生の音楽』に、勝承夫の作詞による「とうだいもり」（灯台守）として掲載された。
「旅泊」「助船」「灯台守」のいずれも歌詞はそれぞれ2番までである。

### 韓国
韓国では、勝承夫の「灯台守」にほぼ忠実な（「北の海に」の部分を変更）訳詞が知られている。しかし、一般的には高銀の作詞（訳詞ではなく）として認知されており、小学校の音楽教科書にも高銀の作詞として掲載されていたことがある。

## みんなのうた
1980年（昭和55年）12月には、NHKの「みんなのうた」で放送された。編曲：岡本敏明、小野崎孝輔、歌：杉並児童合唱団。
映像は、石川県輪島市舳倉島の灯台を中心に、船や島民を映した実写であった。
その後再放送はされていなかったが、2011年からの「みんなのうた発掘プロジェクト」で映像が提供され、2012年3月26日深夜放送の『みんなのうた発掘スペシャル』で32年ぶりの再放送となった。